# Saparua
La Isla de Saparua (en indonesio: Pulau Saparua) es una isla al este de la isla de Ambon, en la provincia indonesia de Maluku (Molucas). La isla de Haruku se encuentra entre Saparua y Ambon. El puerto principal está en el sur en Kota Saparua. Se administra como el kecamatan de la regencia de Maluku Tengah, y tiene una población de 32.312 según el censo de 2010.
Saparua fue el lugar donde un héroe nacional indonesio, Pattimura, empezó una rebelión contra las fuerzas coloniales neerlandesas. También fue el lugar de nacimiento de G. A. Siwabessy, un conocido político que fue ministro de Salud de Indonesia durante los años 1960 y 1970.